# معهد ستوكهولم للتعليم الموسيقي

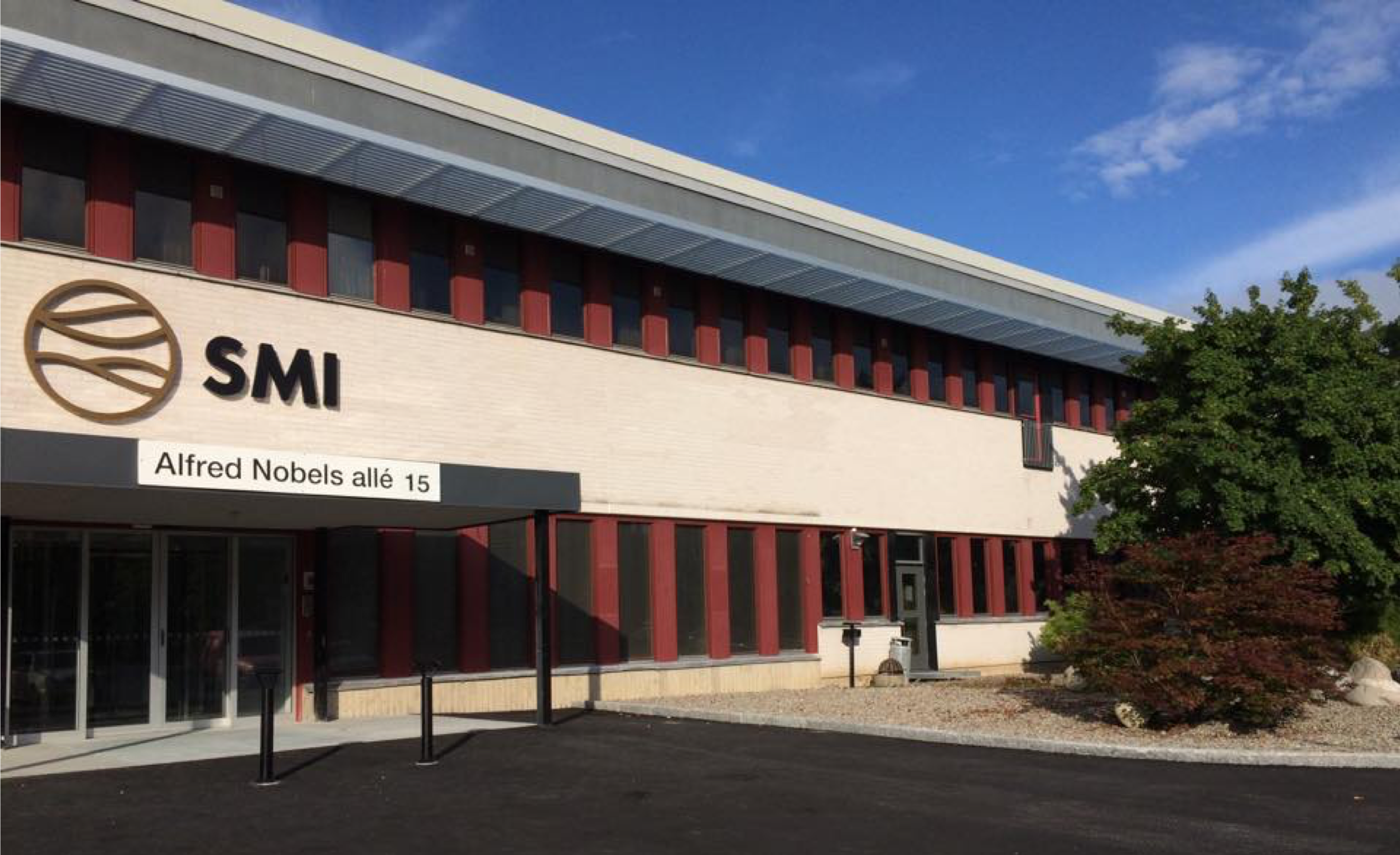
SMI في الحرم الجامعي Flemingsberg في Huddinge ، ستوكهولم.

معهد ستوكهولم للتعليم الموسيقي (SMI) هي جامعة للتعليم التربوي في الموسيقى وعلم النطق. تقدم الجامعة أيضًا دورات مستقلة في التعليم الموسيقي والموسيقى والحركة وتعليم الرقص والصوت والكلام وعمليات التعلم الجمالية والأشكال الفنية.
تأسس SMI في عام 1960 من قبل مادلين أوغلا، من بين أخرين، لتلبية حاجة البلاد الكبيرة للكفاءة التعليمية لأنشطة مدارس الموسيقى التابعة للبلديات (في وقت لاحق المراكز الثقافية). SMI هي الآن الجامعة الوحيدة الحاصلة على شهادة في تعليم الموسيقى مع التركيز على «العمل التربوي للتدريس مع التلاميذ على أساس طوعي» - طريقتها التعليمية تختلف اختلافًا كبيرًا عن الآخرين من حيث أنها لا تعتمد على شكل أو محتوى محدد مسبقًا، كما هو مبين في التدريس القائم على المناهج الدراسية، معايير المقرر، الدرجات والفحص. بدلاً من ذلك، يعتمد التعليم على التدريس الاختياري بين المعلم والطالب، مع التركيز على تطوير الطالب. يتدرب الطلاب خلال تعليمهم مع تدريسهم الخاص تحت الإشراف.
SMI هي الجامعة الوحيدة في السويد التي تقوم بتدريس و تأهيل مدرسين و مدربين في علم النطق وتعليم في تعليم الصوت والكلام.